# Isser Harel
Isser Harel (1912 – 18. februar 2003) var medlem af den israelske efterretningstjeneste Mossad.
Han blev født i Rusland og flygtede under revolutionen med sine forældre til Letland og derfra til Palæstina. 
Da den israelske stat blev oprettet og i 1952-53 etablerede efterretningstjenesten, blev Harel dens chef og rapporterede direkte til premierminister David Ben-Gurion.
Det var dér, han hørte forlydender om, at Adolf Eichmann var i live og levede et stilfærdigt liv i Argentina. Harel blev i 1960 udpeget som chef for en operation, der gennemførte tilfangetagelsen, udsmuglingen og hjemtransporten af Eichmann fra Argentina til Israel.